# Lynique Beneke
Lynique Beneke (Sudáfrica, 30 de marzo de 1991) es una atleta sudafricana, especialista en la prueba de salto de longitud, en la que logró ser medallista de bronce africana en 2018

## Carrera deportiva
En el Campeonato Africano de Atletismo de 2018 celebrado en Asaba (Nigeria) ganó la medalla de bronce en el salto de longitud, llegando hasta los 6.38 metros, tras la nigeriana Ese Brume (oro con 6.83 metros) y la atleta de Burkina Faso Marthe Koala (plata con 6.54 metros).